# Suq al-Dschumʿa
Suq al-Dschumʿa (arabisch سوق الجمعة, DMG Sūq al-Ǧumʿa, in italienischer Umschrift Suk el Giuma) ist ein Stadtteil der libyschen Hauptstadt Tripolis.